# Kerri Green
Kerri Green, född 14 januari 1967 i Fort Lee i Bergen County, New Jersey, är en amerikansk skådespelare, manusförfattare och regissör.
Green spelade tonårstjej i flera filmer under 1980-talet, bland annat i Livet på en sandstrand (1985), mot John Candy, i hennes genombrottsfilm The Goonies (1985), där hon spelade cheerleadern Andrea "Andy" Carmichael och i en roll som hon rosades av kritiker för, Maggie i Lucas (1986) mot Corey Haim.
Green var med och grundade ett filmproduktionsbolag - Independent Women Artists, tillsammans med Bonnie Dickenson. De skrev och regisserade tillsammans filmversionen av Bellyfruit, en film om tonårsgraviditet (1999).
Green bor i Nyack, New York med man och barn. Hon är verksam som filmmanusförfattare.

## Filmografi i urval
- 1985 – Goonies – Dödskallegänget - Andy Carmichael
- 1985 – Livet på en sandstrand - Jennifer Chester
- 1986 – Lucas - Maggie
- 1987 – Young Harry Houdini - Calpernia
- 1987 – Three for the Road - Robin Kitteredge
- 1992 – Galen i dig (TV-serie) - Stacey
- 1993 – Blue Flame - Rain
- 1994 – Mord och inga visor (TV-serie) - Sara
- 2000 – Cityakuten (TV-serie) - Lynn Parker
- 2001 – Law & Order: Special Victims Unit (TV-serie)
- 2010 – Complacent - Beth